# Turnadere
Turnadere ist ein Dorf (Köy) im Landkreis Pülümür der türkischen Provinz Tunceli. Im Jahr 2011 lebten in Turnadere 49 Menschen.